# Kay Poe
Kay Lee Ann Poe (Houston, 15 de mayo de 1982) es una deportista estadounidense que compitió en taekwondo.
Ganó una medalla en el Campeonato Mundial de Taekwondo de 1997, y tres medallas en el Campeonato Panamericano de Taekwondo entre los años 1996 y 2002. En los Juegos Panamericanos de 1999 consiguió una medalla de plata.

## Palmarés internacional
| Campeonato Mundial      | Campeonato Mundial | Campeonato Mundial | Campeonato Mundial |
| Año                     | Lugar              | Medalla            | Categoría          |
| ----------------------- | ------------------ | ------------------ | ------------------ |
| 1997                    | Hong Kong (China)  | Medalla de bronce  | –43 kg             |
| Juegos Panamericanos    |                    |                    |                    |
| Año                     | Lugar              | Medalla            | Categoría          |
| 1999                    | Winnipeg (Canadá)  | Medalla de plata   | –49 kg             |
| Campeonato Panamericano |                    |                    |                    |
| Año                     | Lugar              | Medalla            | Categoría          |
| 1996                    | La Habana (Cuba)   | Medalla de plata   | –43 kg             |
| 1998                    | Lima (Perú)        | Medalla de plata   | –43 kg             |
| 2002                    | Quito (Ecuador)    | Medalla de oro     | –47 kg             |